# Semiótica en el cine
La semiótica en el cine es el estudio de los signos del cine en diferentes niveles y variedades.

## Primeros semiólogos del cine
Ricciotto Canudo – Escritor italiano, identificó el cine «como un carácter del lenguaje».
Louis Delluc – Escritor francés, quien durante la década de 1920 escribió acerca de la habilidad del cine para trascender el lenguaje nacional.
Vachel Lindsay – Se refiere al cine como un «lenguaje jeroglífico».
Bela Balazs – Teórico de cine de nacionalidad húngara. Escribió acerca del lenguaje como la naturaleza del cine desde 1920 hasta1940.

## Formalismo ruso (1910s–1930s)
Yury Tynyanov fue un escritor ruso y crítico de literatura. Boris Eichenbaum expuso principios de construcción sintagmática (véase: análisis sintagmático). El análisis sintagmático trata con secuencias y estructura, en comparación al énfasis en los paradigmas del análisis paradigmático. El cine, para Eichenbaum, es algo «particular del lenguaje figurativo, los estilos en que se trata la sintaxis fílmica, la ligadura de tomas en frases y en enunciados».
Eichenbaum y Tynyanov tenían diferentes perspectivas con respecto a la interpretación de signos en los filmes. Tynyanov hablaba del cine como ofrecer al mundo visible en forma de signos semánticos engendrada por procedimientos cinematográficos como; la iluminación y el montaje. Mientras que Eichenbaum veía un filme con relación a un «discurso interior» y «traducciones de imagen de metáforas lingüísticas».

## Estructuralismo y posestructuralismo (1950s–presente)
El concepto de lenguaje cinematográfico fue explorado más a fondo durante la década de los 1960, cuando los pensadores postestructuralistas empezaron a criticar el estructuralismo. También, los semiólogos ganaron popularidad en la academia. Los primeros trabajos en este campo trataban de «contrastar signos arbitrarios del lenguaje natural con los motivados signos icónicos del cine».
- Umberto Eco – Novelista y semiólogo italiano.
- Pier Paolo Pasolini – Director italiano y escritor.
- Christian Metz – Teórico francés del cine.
- Roland Barthes – Teórico literario francés.

### Teoría de Christian Metz

#### El cine: ¿lengua o lenguaje?
Una figura importante entre los filmolinguistas fue Christian Metz, cuyo objetivo fue alcanzar la base de la metáfora lingüística respecto si el cine era una lengua o un lenguaje. En el fondo de la discusión de Metz estaba la cuestión metodológica de Saussure referente al “objeto” del estudio lingüístico. Así, Metz buscó el equivalente, en la teoría fílmica, al papel desempeñado por la lengua en el esquema de Saussure, y concluyó que el propósito real de la investigación lingüística era descifrar el sistema significante abstracto de la lengua. Como resultado Metz llegó a la deducción de que el objeto de la cinesemiología era desentrañar los procesos significantes del cine y sus reglas combinatorias de las lenguas naturales y hace una distinción entre «hecho cinematográfico» y el «hecho fílmico»:
El hecho cinematográfico, para Metz, hace referencia a un complejo cultural multidimensional que posee hechos prefílmicos, hechos postfílmicos  y hechos afílmicos.

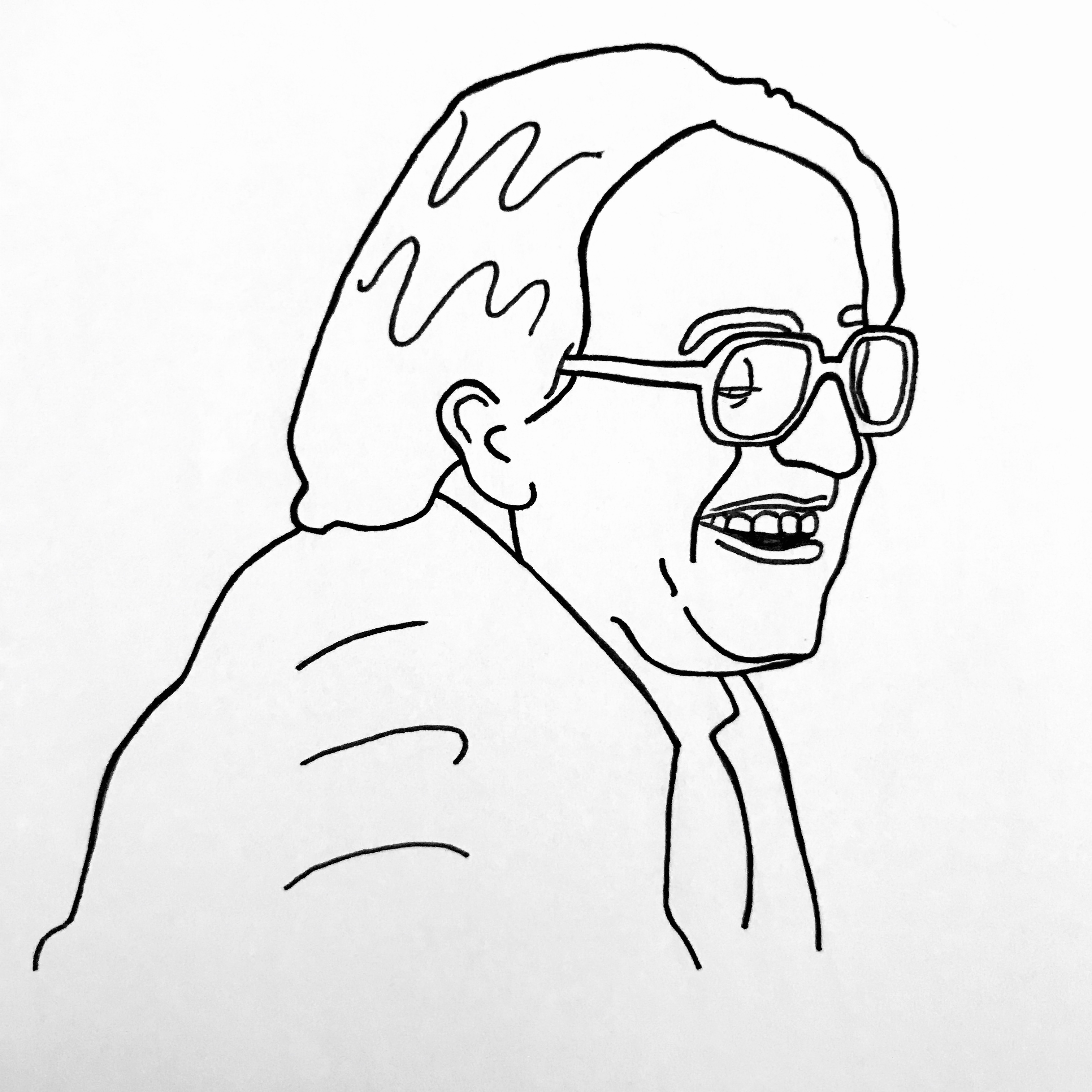
Christian Metz (1931 - 1993), fue semiólogo sociólogo y teórico cinematográfico francés.

El hecho fílmico refiere a un discurso, un texto; es decir, al texto significativo y no al objeto fílmico físico en sí. De esa forma, Metz logra aproximarse al objetivo de la semiótica: el estudio de los discursos, de los textos más que del cine como institución.
Lo que orientó el trabajo temprano de Metz fue el preguntarse si el cine era una lengua o lenguaje, y la respuesta a su propia pregunta fue que el cine no era una lengua sino que era un lenguaje. Metz ofrece variadas razones por las que el cine no es constituyente de una lengua, primero señalando que la lengua es un sistema de signos destinados a la comunicación bidireccional, mientras que el cine solo conlleva una comunicación aplazada. Por otra parte, también señala que el cine no es un sistema de lenguaje ya que no posee un equivalente al signo lingüístico, sino que la película instala una relación distinta entre significado y significante: instala una relación motivada o arbitraria.
De esta manera Metz explora la noción de que el plano es como la palabra, pero para él subyacen diferencias:
- Los planos son infinitos en número, a diferencia de las palabras
- Los planos son la creación del realizador cinematográfico, a diferencia de las palabras
- El plano produce una cantidad de información desordenada
- El plano es una unidad real, a diferencia de la palabra, que es una unidad léxica y visual para ser usada como el interlocutor desee
- Los planos no tienen el significado mediante contraste paradigmático con otros planos, como las palabras

Metz añade otra diferencia referida al cine general: todos los hablantes de una lengua poseen un dominio de este código, mientras que la habilidad de producir expresiones fílmicas depende del talento y el acceso a los medios de producción. Hablar una lengua es simplemente utilizarla, pero hablar el lenguaje de cine es siempre en cierta medida inventarlo.
Aun así,los textos fílmicos, manifiestan una sistematicidad lingüística, planteando tres tendencias dentro de la palabra "lenguaje":
- Los sistemas son llamados lenguajes si su estructura formal se parece a aquella de los lenguajes naturales.
- Cualquier cosa que significa para los seres humanos puede verse como lenguaje (el lenguaje de la moda, etc.).
- Se llama lenguaje a cualquier unidad definida en términos de su materia de expresión.

Para Metz, el lenguaje cinematográfico es el conjunto de mensajes cuya materia de expresión consiste en cinco bandas: 
1. Imágenes en movimiento
2. Grafismos (letras, títulos, escritura)
3. Voz humana
4. Música
5. Ruidos

Así para el autor el cine no es solo un lenguaje, en el sentido metafóricamente amplio, sino que también un conjunto de mensajes basados en materia de la expresión.

#### La gran sintagmática
Metz habla de figuras sintagmáticas refiriéndose a aquellas unidades que se organizan en diversas combinaciones en relación espacio-temporal de un film. La analogía entre el cine y el lenguaje funciona en su naturaleza de sintagma común, tanto el lenguaje como el cine producen discurso mediante operaciones paradigmáticas y sintagmáticas: el cine selecciona y combina imágenes y sonidos para formar sintagmas; y los diversos tipos de sintagmas son conmutables, es decir, la sustitución de uno por el otro, en el plano del significante, produce un cambio en el plano de la significancia.
En este sentido, la "gran sintagmática" constituye una tipología de las diversas formas en las que el espacio y el tiempo pueden ser ordenados a través del montaje en el cine narrativo. Metz clasifica tres criterios que sirven para identificar, delimitar y definir los segmentos: 
1. unidad de acción (continuidad diegética)
2. tipo de demarcación (puntuación utilizada para separar y articular los segmentos mayores)
3. la estructura sintagmática.

#### Los ocho tipos sintagmáticos
1. El plano autónomo, único, y sin conexión con los contiguos. Dividido en:

- Plano secuencia: un solo plano.
- Insertos: planos únicos que sobresalen de su contexto de un modo llamativo. Dividido en: inserto no diegético, inserto subjetivo, inserto diegético desplazado, inserto explicativo.

1. El sintagma paralelo, consiste en más de un plano, es acronológico y está basado en la alternancia. Entrecruza dos motivos sin relación temporal o espacial. Denota paralelismo o contraste (campo-ciudad, guerra-paz)
2. El sintagma entre paréntesis, consiste en más de un plano, es acronológico, pero no está basado en la alternancia. Escenas breves mostradas como típicos ejemplos de cierto orden de realidad, pero sin secuencia temporal y a menudo organizados en un concepto.
3. El sintagma descriptivo, cronológico y con más de un plano. exhibición sucesiva de objetos para sugerir coexistencia espacial.
4. El sintagma alternante, consiste en más de un plano, es cronológico, consecutivo y no lineal; es decir, montaje paralelo.
5. La escena, más de un plano de manera cronológica, consecutiva y lineal. El significante está fragmentado en planos, pero el significado es continuo. Ofrece una continuidad espacio-temporal sin defectos o rupturas.
6. La secuencia episódica es cronológica, consecutiva y lineal, pero no es continua y normalmente consiste en más de un plano. Son episodios breves separados por mecanismos ópticos que se suceden cronológicamente en la diégesis. El significado de esta sucesión reside en la totalidad.
7. La secuencia ordinaria, cronológica, consecutiva, lineal y discontinua. Desarrolla una acción más o menos continua pero con elipsis temporales, por lo cual se eliminan los detalles sin importancia.

#### Códigos y subcódigos
Metz defiende que aún el cine constituye una práctica cuasilingüística como un medio pluricódigo, ya que como cualquier lenguaje artístico, el cine presenta códigos diversos que a diferencia de la lengua, éste carece de un "código maestro" compartido por todos los films. Para Metz los textos fílmicos son parte de una red producida por la interrelación de códigos cinemáticos específicos que solo aparecen dentro del cine y códigos no específicos, que son códigos compartidos con otro tipo de lenguaje que no sean el cine. La descripción de la configuración de los códigos específicos y no específicos se da en torno a un conjunto de círculos concéntricos que se extendería por un espectro desde lo más específico, como por ejemplo códigos de movimiento de cámara y montaje, a través de códigos que se comparten con otras artes como códigos narrativos o de analogía visual, hasta códigos no específicos diseminados en la cultura, como los códigos del rol genérico. Los códigos específicamente cinematográficos son el movimiento de cámara, montaje e iluminación, los cuales se encuentran en todas las películas, por otra parte los no específicos podrían ser cuestiones como el color, el cual pertenece a todas las artes, o grabaciones de voz, hasta podríamos hablar de los gestos y la imitación en el cine que también corresponden al teatro o a la vida cotidiana.
Dentro de cada código del cine se encuentran los subcódigos cinemáticos que representan usos específicos del código general. La iluminación en el expresionismo representaría un subcódigo dentro de la iluminación, por ejemplo. El autor exclama que los códigos no compiten, pero que los subcódigos si lo hacen, ya que, a modo de ejemplo, todas las películas deben utilizar el montaje, pero no necesariamente el montaje desarrollado por Serguéi Eisenstein. Otra situación que puede darse es que diversos códigos se opongan, como una iluminación expresionista en una película musical. Para Metz, el lenguaje cinemático es la totalidad de los códigos y subcódigos.

#### Una época del cine: el «montaje soberano»
El montaje no desempeña en el cine moderno el mismo papel que durante el gran periodo 1925 - 1930; pero es evidente que sigue siendo una fase indispensable de la creación fílmica: es necesario saber eligir lo que se filma y montar lo que se ha filmado.  El montaje como criterio soberano, durante el gran período aspiró a un poder persuasivo considerado en cierta forma absoluto, y que respaldaban científicamente las famosas experiencias de Kulechov. Este montaje impresionó tan vivamente al joven Eisenstein, el cual se convirtió en el jefe de todos los teóricos del montaje soberano. Fue un verdadero fuego de artificio. Con Pudovkin, Vertov, Kulechov, Bela Balazs, Renato May, R. Arnheim, Raymon J. Spottiswoode, André Livingston, Abel Gance, Jean Epstein, y tantos otros, el montaje, a través de la explotación ardiente e ingeniosa de todas las combinaciones que autoriza, se volvía prácticamente coextensivo al cine mismo. Para Pudovkin, la noción de montaje es en realidad la creación fílmica en su totalidad: el plano aislado no es cine; dice que no es más que materia prima, fotografía del mundo real, solo el montaje permite transformar la foto en cine, en arte. Eisenstein no admite que se pueda filmar una escena en continuidad, no siente más que desprecio por lo que llama naturalismo, para él es solo una representación puramente objetiva y un relato simplemente informativo. El montaje es el anfitrión durante todo el proceso, las escenas y los planos se piensan desde antes de ser filmados para que luego coincidan con las secuencias de la película y otras veces el montaje puede dar un giro y generar nuevas ideas.